# Politique au Botswana
La politique au Botswana est encadrée par un régime présidentiel de démocratie représentative républicaine, dans lequel le président du Botswana est à la fois chef de l'État et du gouvernement, au sein d'un système multipartite. Le pouvoir exécutif est assumé par le gouvernement. Le pouvoir législatif est dévolu au gouvernement et au parlement du Botswana. Depuis l'indépendance du pays, le système partisan est dominé par le Botswana Democratic Party (BDP). Le pouvoir judiciaire est indépendant de l'exécutif et du législatif.

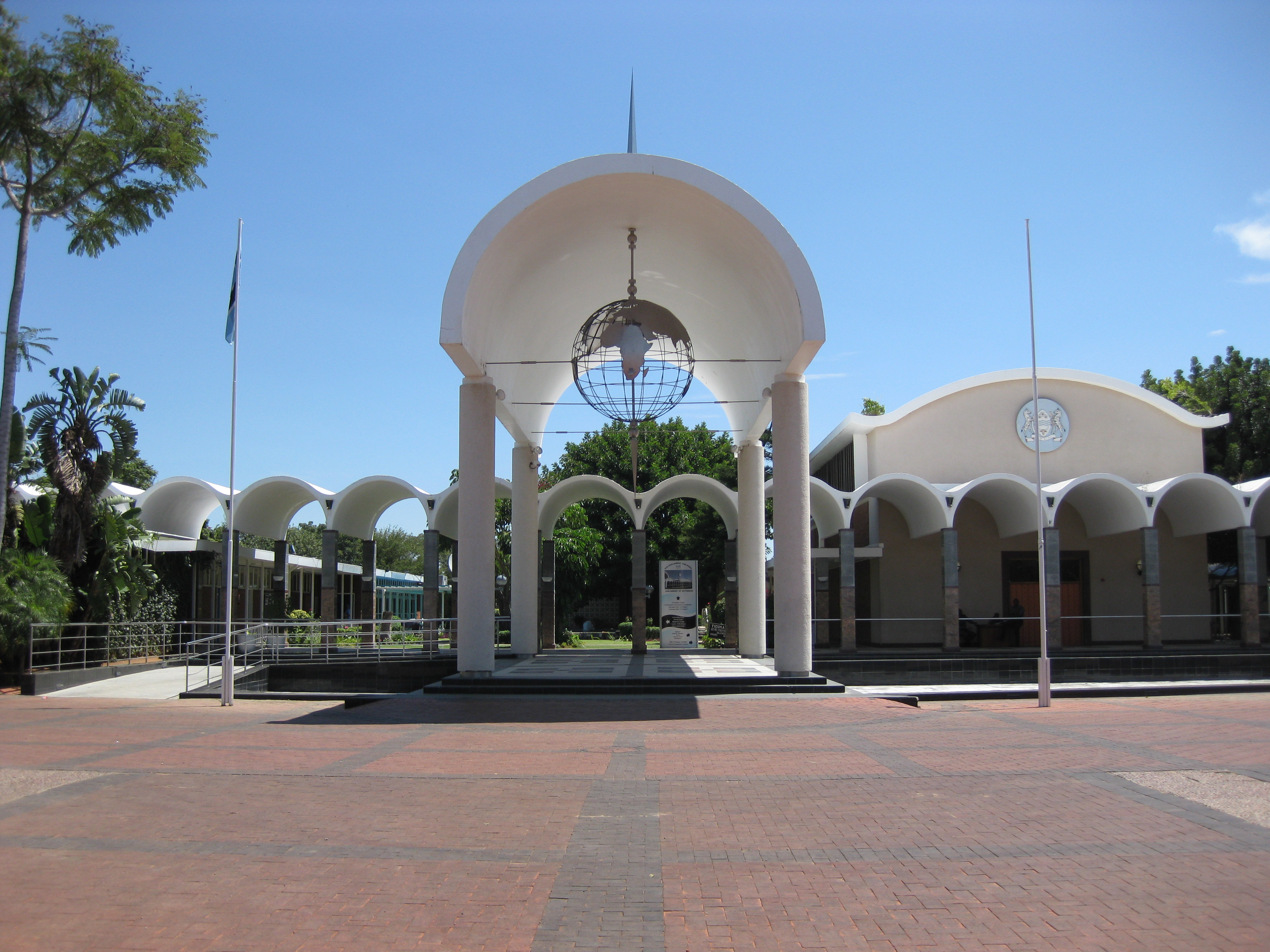
Le parlement du Botswana.

Le Botswana (581 730 km2, 2 317 233 habitants en 2020, pour 1 million vers 1980) est une démocratie constitutionnelle multipartite. Chaque élection depuis l'indépendance en septembre 1966 s'est tenue librement et dans les délais prescrits. La minorité blanche ainsi que les autres minorités du pays participent librement au processus démocratique. Il existe deux partis principaux ainsi que plusieurs partis mineurs. Cependant, le Botswana est également un État dominé par un grand parti, le BDP qui n'a jamais perdu le pouvoir depuis l'indépendance. On prétend que l'ouverture et le système politique du pays ont été les facteurs déterminants de la stabilité du Botswana et de sa croissance économique. Les élections générales ont lieu tous les 5 ans.

## Pouvoir exécutif
| Fonction       | Nom            | Parti | Début du mandat   |
| -------------- | -------------- | ----- | ----------------- |
| Président      | Duma Boko      | BNF   | 1er novembre 2024 |
| Vice-président | Ndaba Gaolathe | AP    | 1er novembre 2024 |

Le président détient le pouvoir exécutif et est élu par l'Assemblée nationale issue des élections législatives. Le cabinet est choisi par le président au sein de l'Assemblée nationale; il est composé d'un vice-président et d'un nombre non défini de ministres et de ministres adjoints.

## Pouvoir législatif
L'Assemblée nationale est l'unique chambre du parlement monocaméral du Botswana. Elle est composée de 69 sièges dont 61 pourvus tous les cinq ans au scrutin uninominal majoritaire à un tour dans autant de circonscriptions électorales. Six autres députés sont élus au scrutin indirect par ceux du parti ou de la coalition majoritaire à l'assemblée après la tenue du scrutin national. Enfin, l'assemblée comporte deux membres dits ex officio : le président de l'Assemblée nationale ainsi que le président de la république, tous deux élus par les députés.
Lorsqu'un projet est susceptible d'influencer la vie tribale, elle est tenue de consulter la Chambre des chefs, composée des représentants des huit principaux groupes du peuple Botswana et de quatre membres élus par les chefs de quatre districts.

## Pouvoir judiciaire
La Haute cour est la plus haute instance en matière civile et criminelle. Ses juges sont nommés par le président.
Les tribunaux traditionnels sont présidés par les chefs de tribus. Toute personne peut cependant demander que son cas soit jugé selon le droit formel d'inspiration britannique. La Constitution protège un certain nombre de droits humains.